# Jim Belushi
James Adam Belushi, más conocido como James Belushi (Chicago, 15 de junio de 1954) es un actor de cine y televisión, voz, comediante y músico estadounidense. Es el hermano menor del también cómico y músico John Belushi (1949-1982).

## Biografía
Es hijo de Agnes (de soltera Samaras), de ascendencia griega, y Adam Belushi (1918-96), un inmigrante albanés, que dejó su pueblo natal, Qytezë, en el año 1934 a la edad de dieciséis años. Se crio en un suburbio de Chicago, junto con sus tres hermanos. Después de graduarse de Wheaton Central High School, James Belushi asistió al Colegio de DuPage y se graduó en la Southern Illinois University Carbondale, con un grado en Teatro de las Artes.
James comenzó en el mundo del cine siguiendo los pasos de su hermano John, que fallecería prematuramente por consumir drogas. Más tarde devino como miembro residente de la famosa compañía teatral The Second City de Chicago, desde los años 1976 a 1980. Hacia el año 1979, se fue a Hollywood, donde el guionista y productor Garry Marshall le incluyó en el reparto de la serie Who’s Watching the Kids (1978) y más tarde en Working Stiffs (1979), junto a Michael Keaton.

## Carrera cinematográfica
Comenzó su carrera a finales de la década de 1970 en series televisivas. Debutó en el cine en el año 1981 en la película de Michael Mann, Thief, que protagonizaba James Caan.
Cambió de registro en su siguiente película y trabajó en el drama Salvador, dirigido por Oliver Stone, donde conoció a James Woods. Realizó varios papeles menores en producciones menores destacando entre estos títulos la versión musical de La tienda de los horrores de Frank Oz. En 1987 protagoniza The Principal, de Christopher Cain, película en la que es el protagonista absoluto. Luego comparte protagonismo con Arnold Schwarzenegger en Danko, calor rojo, en la que se une a las películas de parejas de policías contrapuestas muy en boga a finales de la década de 1980. Después, Jim protagonizó Superagente K9.

## Televisión
Los años noventa comenzarán como había acabado la década anterior. Jim continuaría protagonizando comedias comerciales entre las que destacan La marca del asesino y Sólo falta el asesino.
Entre los títulos para televisión en el haber de Belushi, cabe reseñar como actor y guionista Saturday Night Live (como guionista de 1983-1985); Parallel Lives (1994); Wild Palms (1993), miniserie de Oliver Stone y ABC; el telefilm Sahara (1995); y la muy aplaudida serie Beggars and Choosers (1999-2001).
En 1995, sus actuaciones en el cine comenzaron a decrecer y a incrementarse sus papeles en la televisión. Muchas de sus interpretaciones que ha hecho después de 2001 son películas destinadas al mercado del video que no son estrenadas en pantalla grande. Doce años más tarde, Jim rodaría una secuela estrenada directamente en el mercado del vídeo, titulada Super agente K911, a la que le seguiría Superagente K9 P.I., en 2002.
Con el cambio de siglo, habiendo conseguido mantener su popularidad logra tener su propia serie de televisión, El mundo según Jim, que se emitió en la televisión estadounidense desde el 3 de octubre de 2001 hasta el 2 de junio de 2009.

## Filmografía

### Cine
| Año  | Título                                                   | Personaje                     | Notas                |
| ---- | -------------------------------------------------------- | ----------------------------- | -------------------- |
| 1978 | The Fury                                                 | Beach Bum                     | No acreditado        |
| 1981 | Thief                                                    | Barry                         |                      |
| 1983 | Trading Places                                           | Harvey                        |                      |
| 1985 | The Man with One Red Shoe                                | Morris                        |                      |
| 1986 | Little Shop of Horrors (La tienda de los horrores [Esp]) | Patrick Martin                | Cameo                |
| 1986 | Salvador                                                 | Dr. Rock                      |                      |
| 1986 | Jumpin' Jack Flash                                       | Sperry, reparador             |                      |
| 1986 | About Last Night                                         |                               |                      |
| 1987 | The Principal                                            | Director Christopher Cain     |                      |
| 1987 | Real Men                                                 | Nick Pirandello               |                      |
| 1988 | Red Heat (Danko: Calor rojo [Esp])                       | Sargento Art Ridzik           |                      |
| 1989 | K-9                                                      | Detective Michael Dooley      |                      |
| 1989 | Wedding Band                                             | Reverendo                     |                      |
| 1989 | Homer and Eddie                                          | Homer Lanza                   |                      |
| 1989 | Who's Harry Crumb?                                       | Hombre en bus                 | No acreditado. Cameo |
| 1990 | Taking Care of Business                                  | Jimmy Dworski                 |                      |
| 1990 | Mr. Destiny                                              | Larry Joseph Burrows          |                      |
| 1990 | Masters of Menace                                        | 'Gypsy'                       |                      |
| 1990 | Dimenticare Palermo                                      | Carmine Bonavia               |                      |
| 1990 | Wedding Band                                             | Reverendo                     |                      |
| 1991 | Curly Sue                                                | Bill Dancer                   |                      |
| 1991 | Diary of a Hitman                                        | Shandy                        |                      |
| 1991 | Only the Lonely                                          | Oficial Sal Buonarte          |                      |
| 1991 | Abraxas: Guardian of the Universe                        | Director Rick Latimer         |                      |
| 1992 | Traces of Red                                            | Jack Dobson                   |                      |
| 1992 | Once Upon a Crime                                        | Neil Schwary                  |                      |
| 1993 | Last Action Hero                                         | Él mismo                      | Cameo                |
| 1995 | Canadian Bacon                                           | Charles Jackal                |                      |
| 1995 | Separate Lives                                           | Tom Beckwith                  |                      |
| 1995 | Sahara                                                   | Sgt Joe Gunn                  |                      |
| 1995 | The Pebble and the Penguin                               | Rocko                         | Voz                  |
| 1995 | Destiny Turns on the Radio                               | Tuerto                        |                      |
| 1995 | Irving                                                   | Vampiro #2                    | Cameo                |
| 1996 | Jingle all the Way                                       | Mall Santa                    |                      |
| 1996 | Race the Sun                                             | Frank Machi                   |                      |
| 1996 | Gold in the Streets                                      | Mario                         |                      |
| 1997 | Gang Related                                             | Detective Frank Divinci       |                      |
| 1997 | Retroactive                                              | Frank Lloyd                   |                      |
| 1997 | Living in Peril                                          | Harrison / Oliver             |                      |
| 1997 | Bad Baby                                                 | Cornelius Goode               | Voz                  |
| 1997 | Wag the Dog                                              | Él mismo                      |                      |
| 1997 | Babes in Toyland                                         | Gonzargo                      | Voz                  |
| 1998 | Overnight Delivery                                       | Overnight Delivery Boss       | Escenas borradas     |
| 1999 | Angel's Dance                                            | Stevie 'The Rose' Rosellini   |                      |
| 1999 | Made Men                                                 | Bill 'The Mouth' Manucci      |                      |
| 1999 | K-911                                                    | Detective Michael Dooley      | Directo-a-DVD        |
| 1999 | The Florentine                                           | Billy Belasco                 |                      |
| 1999 | The Nuttiest Nutcracker                                  | Reginald, el rey ratón        | Voz. Directo-a-DVD   |
| 2000 | Return to Me                                             | Joe Dayton                    |                      |
| 2001 | Joe Somebody                                             | Chuck Scarett                 |                      |
| 2002 | Snow Dogs                                                | Demon                         | Voz. Cameo           |
| 2002 | Pinocchio                                                | The Farmer                    | Voz                  |
| 2002 | One Way Out                                              | Harry Wooltz                  |                      |
| 2002 | K9 PI                                                    | Detective Michael Dooley      | Directo-a-DVD        |
| 2003 | Easy Six                                                 | Elvis                         |                      |
| 2004 | DysEnchanted                                             | Doctor (The Shrink)           |                      |
| 2005 | Hoodwinked!                                              | Kirk                          | Voz                  |
| 2005 | My Neighbors the Yamadas                                 | Takashi                       | Voz                  |
| 2006 | The Wild                                                 | Benny                         | Voz                  |
| 2006 | Tugger: The Jeep 4x4 Who Wanted to Fly                   | Tugger                        | Voz                  |
| 2007 | Underdog                                                 | Dan Unger                     |                      |
| 2007 | Once Upon a Christmas Village                            | Santa Claus                   | Voz. Corto           |
| 2007 | Farce of the Penguins                                    | 'They're All Bitches' Penguin | Voz. Directo-a-DVD   |
| 2008 | Scooby-Doo! and the Goblin King                          | Glob                          | Voz. Directo-a-DVD   |
| 2008 | Snow Buddies                                             | Saint Bernie                  | Voz. Directo-a-DVD   |
| 2010 | The Ghost Writer (El escritor [Esp])                     | John Maddox                   |                      |
| 2011 | Cougars, Inc.                                            | Dan Fox                       |                      |
| 2011 | New Year's Eve                                           | Building Super                |                      |
| 2012 | The Secret Lives of Dorks                                | Bronko                        |                      |
| 2012 | Thunderstruck                                            | Entrenador Amross             |                      |
| 2013 | Legends of Oz: Dorothy's Return                          | Lion                          | Voz                  |
| 2015 | Home Sweet Hell                                          | Les                           |                      |
| 2016 | Undrafted                                                | Jim                           |                      |
| 2016 | The Whole Truth                                          | Boone Lassiter                |                      |
| 2016 | The Hollow Point                                         | Diaz                          |                      |
| 2016 | Katie Says Goodbye                                       | 'Bear'                        |                      |
| 2017 | A Change of Heart                                        | Hank                          |                      |
| 2017 | Sollers Point                                            | Carol                         |                      |
| 2017 | Wonder Wheel                                             | Humpty                        |                      |

### Televisión
| Año              | Título                                      | Personaje                         | Notas                                                      |
| ---------------- | ------------------------------------------- | --------------------------------- | ---------------------------------------------------------- |
| 1978–1979        | Who's Watching the Kids?                    | Bert Gunkel                       | 11 Episodios                                               |
| 1979             | Working Stiffs                              | Ernie O'Rourke                    | 9 Episodios                                                |
| 1982             | Laverne & Shirley                           | 'Wheezer'                         | Episodio: "Of Mice and Men"                                |
| 1983–1985        | Saturday Night Live                         | Varios                            | 33 Episodios. También escritor                             |
| 1984             | Faerie Tale Theatre                         | Mario                             | Episodio: "Pinocchio"                                      |
| 1984             | The Best Legs in the 8th Grade              | San Valentin                      | Película de televisión                                     |
| 1986             | The Birthday Boy                            | Bob                               | Película de televisión                                     |
| 1993             | Wild Palms                                  | Harry Wyckoff                     | 5 Episodios                                                |
| 1993             | The Building                                | Billy Shoe                        | Episodio: "Yakkity Yak Don't Talk"                         |
| 1994             | Royce                                       | Shane Royce                       | Película de televisión                                     |
| 1994             | Parallel Lives                              | Nick Dimas                        | Película de televisión                                     |
| 1994–1997        | Aaahh!!! Real Monsters                      | Simon, el cazador de monstruos    | Voz. 8 Episodios                                           |
| 1995             | Sahara                                      | Sergeant Joe Gunn                 | Película de televisión                                     |
| 1995             | Santo Bugito                                | Santo Bugito                      | Voz. Episodio: "Load 'O Bees"                              |
| 1995             | Duckman                                     | Saul Monella / Oficial de policía | Voz. Episodio: "America the Beautiful"                     |
| 1995             | Pinky and the Brain                         | Personajes adicionales            | Voz. 3 Episodios                                           |
| 1995             | The Twisted Tales of Felix the Cat          |                                   | Voz. Episodio: "Wet Paint/News Blues/Copy Cat"             |
| 1995–1996        | Gargoyles                                   | Fang                              | Voz. 3 Episodios                                           |
| 1996             | Timon & Pumbaa                              | Male Warthog                      | Voz. Episodio: "Home Is Where the Hog Is"                  |
| 1996             | The Tick                                    | Sr. Fleener                       | Voz. Episodio: "The Tick vs. Education"                    |
| 1996             | KaBlam!                                     | Louie, el camaleón                | Voz. Episodio: "Built for Speed"                           |
| 1996–1997        | Mighty Ducks                                | Phil Palmfeather                  | Voz. 23 Episodios                                          |
| 1996–1999        | Hey Arnold!                                 | Entrenador Jack Wittenberg        | Voz. 4 Episodios                                           |
| 1997             | Total Security                              | Steve Wegman                      | 13 Episodios                                               |
| 1997             | Dog's Best Friend                           | Skippy                            | Voz. Película de televisión                                |
| 1997             | Cow and Chicken                             | Butch                             | Voz. Episodio: "School Bully/Time Machine"                 |
| 1997             | Life with Louie                             | Jack                              | Voz. Episodio: "The Making of a President"                 |
| 1997             | The Blues Brothers: The Animated Series     | Jake                              | Voz. 8 Episodios                                           |
| 1997–1998        | The Larry Sanders Show                      | Él mismo                          | 2 Episodios                                                |
| 1998             | Hercules                                    | Nestor                            | Voz. 2 Episodios                                           |
| 1998             | Stories from My Childhood                   | Peter The Repeater Bird           | Voz. Episodio: "Alice and The Mystery of the Third Planet" |
| 1999             | Justice                                     | Frank Spello                      | Película de televisión                                     |
| 1999             | Hooves of Fire                              | Santa Claus / Tapir               | Voz. Especial de televisión                                |
| 2000             | Who Killed Atlanta's Children?              | Pat Laughlin                      | Película de televisión                                     |
| 2000–2001        | Beggars and Choosers                        | Freddy Falco                      | 4 Episodios                                                |
| 2001             | ER                                          | Dan Harris                        | Episodio: "Piece of Mind"                                  |
| 2001–2009        | According to Jim                            | James "Jim" Orenthal              | 182 Episodios. También productor ejecutivo                 |
| 2002             | Rugrats                                     | Santa Claus                       | Voz. Episodio: "Babies in Toyland Parte 1"                 |
| 2002             | What's New, Scooby-Doo?                     | Asa Buckwald                      | Voz. Episodio: "Scooby-Doo Christmas"                      |
| 2002, 2003, 2006 | The Adventures of Jimmy Neutron: Boy Genius | Entrenador Gruber                 | Voz. 3 Episodios                                           |
| 2003             | Ozzy & Drix                                 | Capitán Quinine                   | Voz. Episodio: "The Conqueror Worm"                        |
| 2003             | I'm with Her                                | Leslie Buren                      | Episodio: "The Second Date"                                |
| 2004             | Less than Perfect                           | Eddie Smirkoff                    | Episodio: "Arctic Nights"                                  |
| 2005             | George Lopez                                | El Inspector                      | Episodio: "George's Extreme Makeover: Holmes Edition"      |
| 2005             | Fatherhood                                  | Oficial                           | Voz. Episodio: "Truth or Scare"                            |
| 2006             | Casper's Scare School                       | Alder                             | Voz. Película de televisión                                |
| 2009             | Handy Manny                                 | Sal                               | Voz. Episodio: "Francisco Comes to Town/Broken Drawbridge" |
| 2010–2011        | The Defenders                               | Nick Morelli                      | 18 Episodios                                               |
| 2012             | Doc McStuffins                              | Glo-Bo                            | Voz. 6 Episodios                                           |
| 2014             | Stan Lee's Mighty 7: Beginnings             | Sr. Cross                         | Voz. Película de televisión                                |
| 2015             | Show Me a Hero                              | Angelo R. Martinelli              | 3 Episodios                                                |
| 2015             | Building Belushi                            | Él mismo                          | 6 Episodios                                                |
| 2015             | Urban Cowboy                                | Marshall Stoval                   | Episodio piloto                                            |
| 2015–2016        | TripTank                                    | Guy / Dad                         | Voz. 2 Episodios                                           |
| 2015–2016        | Good Girls Revolt                           | William 'Wick' McFadden           | 6 Episodios                                                |
| 2016             | The 7D                                      | Entrenador Coachy                 | Voz. Episodio: "Giggleberries/Jollyball Anyone?"           |
| 2017             | Mating                                      |                                   | Episodio piloto                                            |
| 2017             | Twin Peaks                                  | Bradley Mitchum                   | 6 Episodios                                                |
| 2017             | Hey Arnold!: The Jungle Movie               | Entrenador Wittenberg             | Voz. Película de televisión                                |
| 2018             | Salvage                                     | Duke                              | Episodio piloto                                            |
| 2019             | Trolls: The Beat Goes On!                   | Papa nube                         | Episodio: "Two's a Cloud"                                  |
| 2020             | Growing Belushi                             | ÉL mismo                          |                                                            |

- Mutant Video (1986)
- Wedding Band (1989)  TV
- The Palermo Connection (1990)
- Wild Palms: The Dream Begins and
- The Dream Concludes (1993) Miniserie de televisión.
- Mighty Ducks-The Face Off (1997) TV
- Who Killed Atlanta's Children? (también conocida como Unanswered Questions) Showtime Productions.
- Backlash (aka Justice)
- La increíble pero cierta historia de Caperucita Roja (2004) .... actor de voz.
- Tugger: The Jeep 4x4 Who Wanted to Fly (2005)
- Behind the Smile
- Snow Buddies (2008) .... actor de voz.
- Armored (2009)

### Videojuegos
| Año  | Título                           | Personaje              |
| ---- | -------------------------------- | ---------------------- |
| 1996 | 9: The Last Resort               | Salty                  |
| 1998 | Goosebumps: Attack of the Mutant | El mutante enmascarado |